# Gymnopholus fungifer
Gymnopholus fungifer  (лат.) — вид мелких жуков-долгоносиков  рода Gymnopholus из подсемейства Entiminae семейства Curculionidae (Eupholini, Coleoptera). Эндемик острова Новая Гвинея.

## Распространение
Встречаются на острове Новая Гвинея на высотах выше 1 км.

## Описание
Среднего размера нелетающие жуки-долгоносики. Длина тела  2—3 см; чёрные; верх матовый, низ блестящий. Скутеллюм мелкий. Голова уже пронотума; затылок тонко пунктированный. Рострум параллельносторонний только в базальной части, к вершине градуально расширяется. Проторакс длиннее своей ширины. Усики достигают оснований надкрылий. Надкрылья длинные, выступающие. Характерны для тропических влажных и горных лесов. Взрослые жуки питаются листьями молодых деревьев. На надкрыльях отмечены симбиотические грибы, лишайники Parmelia. От близкого вида Gymnopholus reticulatus отличается более длинными пронотальными бороздками.

## Систематика
Вид был впервые описан в 1966 году и включён в состав подрода Symbiopholus Gressitt, 1966 американским энтомологом Линсли Гресситтом (J. Linsley Gressitt; Гонолулу, Гавайи, США; 1914—1982). Большинство авторов включают вид Gymnopholus fungifer в трибу Eupholini (в составе подсемейства Entiminae).